# Leonard (Minnesota)
Leonard és una població dels Estats Units a l'estat de Minnesota. Segons el cens del 2000 tenia 29 habitants.

## Demografia
Segons el cens del 2000, Leonard tenia 29 habitants, 17 habitatges, i 8 famílies. La densitat de població era de 24,9 habitants per km².
Dels 17 habitatges en un 5,9% hi vivien nens de menys de 18 anys, en un 41,2% hi vivien parelles casades, en un 0% dones solteres, i en un 52,9% no eren unitats familiars. En el 52,9% dels habitatges hi vivien persones soles el 35,3% de les quals corresponia a persones de 65 anys o més que vivien soles. El nombre mitjà de persones vivint en cada habitatge era d'1,71 i el nombre mitjà de persones que vivien en cada família era de 2,5.
Per edats la població es repartia de la següent manera: un 6,9% tenia menys de 18 anys, un 6,9% entre 18 i 24, un 31% entre 25 i 44, un 10,3% de 45 a 60 i un 44,8% 65 anys o més.
L'edat mediana era de 62 anys. Per cada 100 dones de 18 o més anys hi havia 107,7 homes.
La renda mediana per habitatge era de 31.250 $ i la renda mediana per família de 43.750 $. Els homes tenien una renda mediana de 0 $ mentre que les dones 23.750 $. La renda per capita de la població era de 17.005 $. Cap de les famílies i el 7,7% de la població estaven per davall del llindar de pobresa.

## Poblacions més properes
El següent diagrama mostra les poblacions més properes.